# Sumatloria
Sumatloria is een geslacht van rechtvleugeligen uit de familie krekels (Gryllidae). De wetenschappelijke naam van dit geslacht is voor het eerst geldig gepubliceerd in 2003 door Gorochov.

## Soorten
Het geslacht Sumatloria omvat de volgende soorten:
- Sumatloria juara Gorochov, 2011
- Sumatloria minima Gorochov, 2003
- Sumatloria testaceus Chopard, 1925